# Botesdale
Botesdale est un village du Mid Suffolk en Angleterre. En 2011 la population était de 905 habitants.
L’actrice Deborah Kerr y est décédée le 16 octobre 2007.